# キリアン・ルーデヴィヒ
- キリアン・ルートヴィヒ
- キリアン・ルードヴィヒ
- キリアン・ルーデビヒ

キリアン・ルーデヴィヒ（Kilian Ludewig, 2000年3月5日 - ）は、ドイツ・ハンブルク出身のサッカー選手。リーガI・FCペトロルル・プロイェシュティ所属。ポジションは  DF。

## クラブ経歴
RBライプツィヒなどのユースチームを経て、2018年6月にレッドブル・ザルツブルクと2022年までの契約を締結。契約後傘下のFCリーフェリングに加入。下部組織でプレーし、2020年1月9日にバーンズリーFCへのローン移籍が発表。EFLチャンピオンシップで経験を積み、更に10月にはシャルケ04へのローン移籍の噂が浮上。6日のシャルケへのローン移籍が発表された。
2022年1月13日、エールディヴィジのヴィレムIIにレンタル移籍することが発表された。
2022年6月24日、オールボーBKにレンタル移籍した。
2023年7月11日、TSV1860ミュンヘンにレンタル移籍した。
2025年2月11日、FCペトロルル・プロイェシュティに移籍した。

## 代表歴
2015年から各ユース世代のドイツ代表に、随時招集されている。